# 莱恩·戈麦斯
莱恩·安東尼·戈麦斯（英語：Ryan Anthony Gomes，1982年9月1日—），美国NBA联盟职业篮球运动员。他在2005年的NBA选秀中第2轮第20顺位被波士顿凯尔特人选中。